# Луганское (Бахмутский район)
Луга́нское (укр. Луганське) — посёлок в Светлодарской городской общине Бахмутского района Донецкой области Украины.

## Население
Население — 2163 человек (2019).
По состоянию на ноябрь 2015 года, в поселке проживают 1800 мирных жителей. Около 25 % домовладений разрушены. Помощь мирному населению оказывают организации Красный крест, УВКБ ООН и Гуманитарная миссия помощи мирному населению зоны военного конфликта общественного объединения «Пролиска».

## История
Основан в 1701 году запорожскими казаками.
С 1772 года заселялся молдаванами и румынами.
Бывшие колхозы «Октябрь» и имени Калинина.
В 2014—2015 годах в ходе Вооружённого конфликта на востоке Украины в поселке шли бои между украинскими военными и силами ДНР.

## Социальная сфера
Одна общеобразовательная школа, одна больница включающая поликлинику, стационар, скорую помощь.

## Достопримечательности

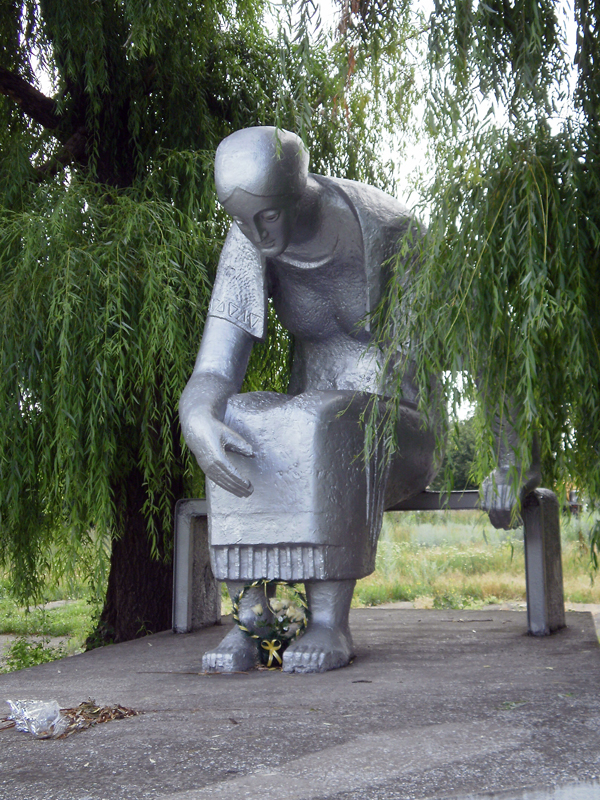
Памятник скорбящей матери

В центре поселка расположены памятники «Скорбящая мать» и на могиле захоронения солдат, погибших во время Великой Отечественной войны, памятник «Неизвестному солдату», а также церковь 1898 года.